# Wiktor Klimanow
Wiktor Klimanow (ros. Виктор Климанов) – radziecki kierowca wyścigowy.

## Biografia
Ścigał się w barwach Spartaka Moskwa. W 1974 roku zadebiutował Estonią 18 w Sowieckiej Formule 2. W sezonie 1976 rywalizował Estonią 16M w Sowieckiej Formule 1, zajmując trzynaste miejsce w klasyfikacji końcowej. Od 1978 roku startował w Formule 3 ponownie ścigając się Estonią 18. W 1979 roku zmienił pojazd na Estonię 19. Wygrał wówczas dwa wyścigi i zdobył mistrzostwo serii. W 1980 roku zadebiutował w Pucharze Pokoju i Przyjaźni. W 1981 roku zdobył drugi tytuł Sowieckiej Formuły 3, tym razem na Estonii 20. W latach 1982–1983 był trzeci w klasyfikacji.

## Wyniki
| Legenda oznaczeń w tabelach wyników Wyświetl szablon na nowej stronie | Legenda oznaczeń w tabelach wyników Wyświetl szablon na nowej stronie                                                                     |
| Oznaczenie                                                            | Wyjaśnienie |
| --------------------------------------------------------------------- | --- |
| Złoty                                                                 | Zwycięzca lub mistrzostwo |
| Srebrny                                                               | 2. miejsce lub wicemistrzostwo |
| Brązowy                                                               | 3. miejsce lub II wicemistrzostwo |
| Zielony                                                               | Ukończył, punktował (w klasyfikacji generalnej, gdy zdobył co najmniej jeden punkt na przestrzeni sezonu, poza trzema powyższymi opcjami) |
| Niebieski                                                             | Ukończył, nie punktował (w klasyfikacji generalnej, gdy nie zdobył co najmniej jednego punktu na przestrzeni sezonu)                      |
| Czerwony                                                              | Nie zakwalifikował się (NZ) |
| Czerwony                                                              | Nie prekwalifikował się (NPK) |
| Różowy                                                                | Nie ukończył (NU) |
| Różowy                                                                | Niesklasyfikowany (NS) (w klasyfikacji generalnej, gdy nie został sklasyfikowany w żadnym wyścigu sezonu)                                 |
| Czarny                                                                | Zdyskwalifikowany (DK) |
| Czarny                                                                | Wykluczony (WYK/EX) |
| Biały                                                                 | Nie wystartował (NW) |
| Biały                                                                 | Kontuzjowany (K/INJ) |
| Biały                                                                 | Wyścig odwołany (OD/C) |
| Bez koloru                                                            | Został wycofany (WYC/WD) |
| Bez koloru                                                            | Nie przybył (NP/DNA) |
| Bez koloru                                                            | Nie brał udziału w treningach (NT/DNP) |
| Bez koloru                                                            | Nie został zgłoszony (–) |
| Pogrubienie                                                           | Start z pole position |
| Kursywa                                                               | Najszybsze okrążenie wyścigu |
| †                                                                     | Nie ukończył, ale jego rezultat został zaliczony ze względu na przejechanie więcej niż 90% dystansu wyścigu.                              |
| *                                                                     | Sezon w trakcie |
| 1/2/3                                                                 | Punktowana pozycja w sprincie kwalifikacyjnym                                                                                             |
| Lista systemów punktacji Formuły 1                                    | |

### Puchar Pokoju i Przyjaźni
| Rok  | Samochód    | Silnik | Wyniki w poszczególnych eliminacjach | Wyniki w poszczególnych eliminacjach | Wyniki w poszczególnych eliminacjach | Wyniki w poszczególnych eliminacjach | Wyniki w poszczególnych eliminacjach | Pkt. | Msc. |
| ---- | ----------- | ------ | ------------------------------------ | ------------------------------------ | ------------------------------------ | ------------------------------------ | ------------------------------------ | ---- | ---- |
| 1980 |             |        |                                      |                                      | Czechosłowacja                       |                                      |                                      | 32   | 28   |
| 1980 | BPS-Estonia | Łada   | 13                                   | -                                    | -                                    | -                                    | -                                    | 32   | 28   |
| 1981 |             |        | Czechosłowacja                       | Polska                               |                                      |                                      |                                      | 30   | 38   |
| 1981 | Estonia 20  | Łada   | -                                    | -                                    | 15                                   | -                                    | -                                    | 30   | 38   |
| 1982 |             |        | Polska                               |                                      |                                      | Czechosłowacja                       |                                      | 38   | 28   |
| 1982 | Estonia 20  | Łada   | -                                    | 17                                   | -                                    | -                                    | -                                    | 38   | 28   |

### Sowiecka Formuła 1
| Rok  | Zespół         | Samochód    | Silnik   | Wyniki w poszczególnych eliminacjach | Wyniki w poszczególnych eliminacjach | Wyniki w poszczególnych eliminacjach | Wyniki w poszczególnych eliminacjach | Pkt. | Msc. |
| ---- | -------------- | ----------- | -------- | ------------------------------------ | ------------------------------------ | ------------------------------------ | ------------------------------------ | ---- | ---- |
| 1976 |                |             |          |                                      |                                      |                                      |                                      | 131  | 13   |
| 1976 | Spartak Moskwa | Estonia 16M | Moskwicz | 12                                   | 11                                   | 15                                   | 8                                    | 131  | 13   |

### Sowiecka Formuła 3
| Rok  | Zespół         | Samochód    | Silnik | Wyniki w poszczególnych eliminacjach | Wyniki w poszczególnych eliminacjach | Wyniki w poszczególnych eliminacjach | Pkt. | Msc. |
| ---- | -------------- | ----------- | ------ | ------------------------------------ | ------------------------------------ | ------------------------------------ | ---- | ---- |
| 1978 |                |             |        |                                      |                                      |                                      | 118  | 5    |
| 1978 | Spartak Moskwa | Estonia 18  | Łada   | 7                                    | 9                                    | 5                                    | 118  | 5    |
| 1979 |                |             |        |                                      |                                      |                                      | 200  | 1    |
| 1979 | Spartak Moskwa | Estonia 19  | Łada   | 1                                    | 1                                    | NU                                   | 200  | 1    |
| 1980 |                |             |        |                                      |                                      |                                      | 127  | 6    |
| 1980 | Spartak Moskwa | BPS-Estonia | Łada   | 9                                    | NU                                   | 2                                    | 127  | 6    |
| 1981 |                |             |        |                                      |                                      |                                      | 190  | 1    |
| 1981 | Spartak Moskwa | Estonia 20  | Łada   | 1                                    | 2                                    | -                                    | 190  | 1    |
| 1982 |                |             |        |                                      |                                      |                                      | 155  | 3    |
| 1982 | Spartak Moskwa | Estonia 20  | Łada   | 5                                    | 4                                    | 3                                    | 155  | 3    |
| 1983 |                |             |        |                                      |                                      |                                      | 148  | 3    |
| 1983 | Spartak Moskwa | Estonia 20  | Łada   | 4                                    | 4                                    |                                      | 148  | 3    |
| 1984 |                |             |        |                                      |                                      |                                      | ?    | 13   |
| 1984 | Spartak Moskwa | Estonia 20  | Łada   | 5                                    | -                                    | -                                    | ?    | 13   |